# Хольцман, Рэд
Уильям «Рэд» Хольцман (англ. William "Red" Holzman; 10 августа 1920 года, Бруклин, Нью-Йорк — 13 ноября 1998 года, Нью-Гайд-Парк, округ Нассо, Лонг-Айленд, штат Нью-Йорк) — американский профессиональный баскетболист и тренер. Известен как один из самых талантливых тренеров НБА за всю историю лиги. Чемпион НБЛ и чемпион НБА в составе «Рочестер Роялз» в качестве игрока, а также двукратный чемпион НБА в составе «Нью-Йорк Никс» в качестве тренера. Член Зала славы баскетбола с 1986 года.
В 1996 году Хольцман был назван одним из 10 лучших тренеров в истории НБА.

## Ранние годы
Уильям Хольцман родился 10 августа 1920 года в Бруклине, самом густонаселённом боро Нью-Йорка, в еврейской семье иммигрантов, его мать была румынкой, а отец — русский. Его детство прошло в районах Оушен-Хилл и Браунсвилл, на востоке Бруклина, в середине 1930-х годов играл в баскетбол, на позиции разыгрывающего защитника, за среднюю школу имени Франклина Лейна. Учился в университете Балтимора и городском колледже Нью-Йорка, за команду которого он играл в течение двух лет, до окончания курса обучения в 1942 году. В том же году поступил на службу в ВМС США, где в течение двух лет играл за команду Норфолка, военно-морской базы Виргинии.

## Профессиональная карьера игрока
В 1945 году Хольцман, уволившись из ВМС, присоединился к клубу национальной баскетбольной лиги «Рочестер Роялз», поскольку никакого драфта тогда ещё не существовало. Позже выступал за команду «Милуоки Хокс». Всего в НБА провёл 6 сезонов, первый из которых в её предшественнице — БАА. В сезоне 1950/1951 годов Хольцман стал чемпионом НБА в составе «Роялз». Всего за карьеру в НБА сыграл 358 игр, в которых набрал 2166 очков (в среднем 6,1 за игру), сделал 344 подбора и 721 передачу.
Первые три сезона своей спортивной карьеры в составе «Рочестер Роялз» Хольцман провёл в НБЛ, сопернице БАА, где сыграл 138 игр, в которых набрал 1500 очков (в среднем 10,9 за игру). В сезоне 1945/1946 годов стал чемпионом НБЛ в составе «Роялз». Признавался новичком года НБЛ (1946). Два раза включался в 1-ю сборную всех звёзд НБЛ (1946 и 1948), а также один раз — во 2-ю сборную всех звёзд НБЛ (1947).

## Карьера тренера
После завершения профессиональной карьеры Хольцман тренировал команды «Милуоки/Сент-Луис Хокс» «Понсе Лайонс» и «Нью-Йорк Никс». В 1964—1966 годах приводил «Лайонс» к завоеванию титула чемпионов Пуэрто-Рико. В 1967 году сборная Пуэрто-Рико под его руководством заняла пятое место на Панамериканских играх в Виннипеге. В 1970 году признавался тренером года НБА. В сезонах 1969/1970 и 1972/1973 годов приводил «Никс» к званию чемпионов НБА. В 1986 году был избран в Зал славы баскетбола как тренер. В 1996 году вошёл в список десяти лучших тренеров в истории НБА, составление которого доверили представителям СМИ, регулярно освещающим НБА.
Два раза назначался на должность главного тренера матча всех звёзд НБА в команду Востока (1970—1971).

## Смерть
Рэд Хольцман умер 13 ноября 1998 года в медицинском центре Нью-Гайд-Парка (округ Нассо штата Нью-Йорк на острове Лонг-Айленд) на 79-м году жизни от лейкемии.

## Статистика

### Статистика в НБА
| Сезон                                                                                    | Команда        | Регулярный сезон | Регулярный сезон | Регулярный сезон | Регулярный сезон | Регулярный сезон | Регулярный сезон | Регулярный сезон | Регулярный сезон | Регулярный сезон | Регулярный сезон | Регулярный сезон | Серия плей-офф | Серия плей-офф | Серия плей-офф | Серия плей-офф | Серия плей-офф | Серия плей-офф | Серия плей-офф | Серия плей-офф | Серия плей-офф | Серия плей-офф | Серия плей-офф |
| Сезон                                                                                    | Команда        | GP               | GS               | MPG              | FG%              | 3P%              | FT%              | RPG              | APG              | SPG              | BPG              | PPG              | GP             | GS             | MPG            | FG%            | 3P%            | FT%            | RPG            | APG            | SPG            | BPG            | PPG            |
| ---------------------------------------------------------------------------------------- | -------------- | ---------------- | ---------------- | ---------------- | ---------------- | ---------------- | ---------------- | ---------------- | ---------------- | ---------------- | ---------------- | ---------------- | -------------- | -------------- | -------------- | -------------- | -------------- | -------------- | -------------- | -------------- | -------------- | -------------- | -------------- |
| 1948/49                                                                                  | Рочестер Роялз | 60               |                  |                  | 32,6             |                  | 61,1             |                  | 2,5              |                  |                  | 9,1              | 4              |                |                | 45,0           |                | 83,3           |                | 3,3            |                |                | 10,3           |
| 1949/50                                                                                  | Рочестер Роялз | 68               |                  |                  | 33,0             |                  | 68,6             |                  | 2,9              |                  |                  | 8,2              | 2              |                |                | 33,3           |                | 50,0           |                | 0,0            |                |                | 3,5            |
| 1950/51                                                                                  | Рочестер Роялз | 68               |                  |                  | 32,6             |                  | 72,6             | 2,2              | 2,2              |                  |                  | 7,3              | 14             |                |                | 40,8           |                | 67,6           | 1,4            | 1,4            |                |                | 6,1            |
| 1951/52                                                                                  | Рочестер Роялз | 65               |                  | 16,4             | 28,0             |                  | 71,8             | 1,6              | 1,8              |                  |                  | 4,1              | 6              |                | 10,8           | 20,0           |                | 16,7           | 1,0            | 0,3            |                |                | 1,2            |
| 1952/53                                                                                  | Рочестер Роялз | 46               |                  | 8,5              | 25,5             |                  | 71,1             | 0,9              | 0,8              |                  |                  | 2,2              | 2              |                | 7,0            | 20,0           |                | 25,0           | 0,5            | 0,5            |                |                | 1,5            |
| 1953/54                                                                                  | Милуоки Хокс   | 51               |                  | 12,7             | 33,0             |                  | 65,8             | 0,9              | 1,5              |                  |                  | 3,8              | Не участвовал  | Не участвовал  | Не участвовал  | Не участвовал  | Не участвовал  | Не участвовал  | Не участвовал  | Не участвовал  | Не участвовал  | Не участвовал  | Не участвовал  |
|                                                                                          | Всего          | 358              |                  | 13,0             | 31,7             |                  | 68,2             | 1,5              | 2,0              |                  |                  | 6,1              | 28             |                | 9,9            | 38,6           |                | 59,6           | 1,2            | 1,3            |                |                | 5,1            |
| Наведите курсор мыши на аббревиатуры в заголовке таблицы, чтобы прочесть их расшифровку. |                |                  |                  |                  |                  |                  |                  |                  |                  |                  |                  |                  |                |                |                |                |                |                |                |                |                |                |                |